# Carronshore
Carronshore est un village dans le Falkirk, en Écosse.